# 조지 린

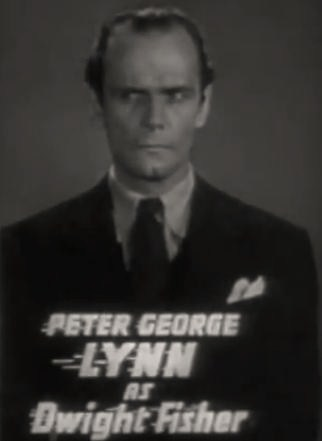

조지 린(George Lynn, 1906년 1월 28일 ~ 1964년 12월 3일)은 미국의 배우, 텔레비전 배우이다.
컴벌랜드에서 태어났다.

## 영화
- 추격 (1959년)
- 죽음의 사마귀 (1957년)
- 늑대인간 (1956년)
- 거대한 강박관념 (1954년)
- 마이 페이버릿 스파이 (1951년)
- 쇼 보트 (1951년)
- 지구 최후의 날 (1951년)
- 사이드 스트리트 (1950년)
- 세가지 비밀 (1950년)
- 론 레인저 - 49년 시리즈 (1949년)
- 더 뷰티풀 브론드 프럼 배쉬풀 벤드 (1949년)
- 포 더 러브 오브 메리 (1948년)
- Monsieur Beaucaire (1946년)
- 프랑켄슈타인의 집 (1944년)
- 노스 스타 (1943년)
- 사느냐 죽느냐 (1942년)
- 엉터리 무용전 (1942년) - 달비 메이슨 역
- 캡틴 마블의 모험 (1941년)